# Nerw ruchowy
Neuron ruchowy – komórka nerwowa centralnego układu nerwowego, która przewodzi impulsy nerwowe z centralnego układu nerwowego do efektorów – mięśni poprzecznie prążkowanych, mięśni gładkich wzbudzając ich ruch.
Miejsce, w którym nerw ruchowy połączony jest z włóknem mięśniowym nazywane jest złączem nerwowo-mięśniowym.